# 云南省投资控股集团
雲南省投資控股集團有限公司，簡稱雲南省投資控股集團和雲投集團（英語：Yunnan Provincial Investment Holdings Group Company Limited.），在1997年，由雲南省政府成立前身「雲南省開發投資有限公司」，業務主要國內和全球經營投資金融、信息、政府項目、能源貿易、醫療、農業、旅遊等各項投資。

## 历史
1997年，由雲南省政府成立前身「雲南省開發投資有限公司」。 
2020年5月14日，雲投集團收購從雲南省國資委所持云南省城市建设投资集团有限公司50.59%股權；同年5月14日，雲投集團收購從雲南省國資委和雲南省財政廳所持云南省國有金融資本控股集团有限公司100%股權，資產包括富滇銀行。
2020年12月初，雲投集團收購雲南省戎合投資控股有限公司90%股權。
2021年3月，雲投集團出售雲南省康旅控股集團有限公司。
2021年8月2日，雲南省投資控股集團被美國財富雜誌全球500強，排名為471位，也是首次雲南企業進入全球500強以258.869億美元營業額，利潤為2.786億美元，資產為727.236億美元，總合計股東權益為110.971億美元，股東權益收益率為2.5%，淨資產收益率為0.4%，營業額收益率為1.1%。

## 連結
- 富滇銀行
- 紅塔證券